# Undercover Brother
Undercover Brother è un film del 2002 diretto da Malcolm D. Lee.
Il film è una satira al genere Blaxploitation degli anni '70 e ai film di spionaggio come la serie di James Bond. La pellicola è interpretata da Eddie Griffin, Chris Kattan e Denise Richards.

## Trama
In un preambolo viene spiegato come la popolarità della cultura degli afroamericani iniziò a declinare dagli anni '80 in poi, quando lo stile e l'originalità delle persone nere persero il loro impatto. Questo declinio culturale è in realtà il frutto di un'azione diffamatoria architettata da L'Uomo, un misterioso individuo caucasico al comando di un'organizzazione segreta che mira a rovinare la reputazione della comunità dei neri.
L'Uomo ha preso di mira il Generale Warren Boutwell, che è candidato per diventare il primo presidente degli Stati Uniti di colore per le imprese che ha compiuto, quindi ordina al suo lacchè Signor Feather di escogitare un piano per impedire ciò. Feather usa una droga che consente il controllo mentale per manipolare Boutwell facendogli pubblicamente rinunciare la candidatura presidenziale a favore dell'apertura di una catena di fast food che vende pollo fritto. Un'organizzazione segreta di neri chiamata F.R.A.T.E.L.L.A.N.Z.A. deduce che L'Uomo sta dietro all'improvviso ritiro di Boutwell, e la loro lotta contro l'ingiustizia incrocia le strade con uno strambo paladino afro chiamato Fratello in incognito, dai metodi strampalati quanto efficaci.
Fratello in incognito entra a far parte della F.R.A.T.E.L.L.A.N.Z.A., composta principalmente dal Capo, Fratello Cospirazione, Fratello Genio, agente speciale "Sorellina" e da Lance, l'unico membro bianco dell'organizzazione per via dei "diritti civili". Fratello in incognito si infiltra in una multinazionale dell'Uomo, sotto la falsa identità di Anton Jackson e riesce a raccogliere dati riguardanti il piano dell'antagonista. Il Signor Feather però lo scopre e quindi invia la sua arma segreta, ciò che lui definisce "la kryptonite dell'uomo nero": un'attraente donna bianca chiamata Penelope Snow che invaghisce Fratello in incognito e nella loro relazione lei gli convince a fare "cose da bianchi" stereotipate, come comprare abiti di velluto a coste e khaki, cantare il karaoke, mangiare la maionese e adottare una ridicola serie di eufemisimi. Nel frattempo L'Uomo distribuisce la droga del controllo mentale attraverso il pollo fritto di Boutwell, così varie celebrità nere come Jay-Z e John Singleton vengono ridicolizzate.
Preoccupata dal comportamento di Fratello in incognito, Sorellina riesce a farlo tornare in sé mostrandogli il medaglione che suo padre gli aveva regalato da bambino per ricordargli di essere votato per i neri e smaschera Penelope, che si rivela essere una famigerata sicaria nota come "Diavolo Bianco". In seguito a una lotta con Sorellina e ad un inseguimento, Diavolo Bianco decide di schierarsi con la F.R.A.T.E.L.L.A.N.Z.A. poiché si è inaspettatamente innamorata di Fratello in incognito. Anche Lance decide di entrare a far parte della squadra per combattere L'Uomo, ispirato ad eliminare il bigottismo dopo aver guardato la miniserie Radici. Nonostante la buona volontà e il vantaggio strategico, gli eroi non riescono ad impedire che il cantante James Brown venga rapito dagli sgherri dell'Uomo.
Portato al quartier generale dell'Uomo per essere sottoposto alla droga di Feather, James Brown si rivela essere Fratello in incognito travestito; la serata in gala era un diversivo per farsi condurre nella base del nemico, e gli altri membri della F.R.A.T.E.L.L.A.N.Z.A. lo raggiungono grazie a un trasmettitore. Mentre Diavolo Bianco, Sorellina e Lance combattono i soldati dell'Uomo, e Boutwell viene liberato dall'ipnosi con un antidoto creato da Fratello Genio, Fratello in incognito duella con il Signor Feather. Fratello Cospirazione attiva accidentalmente l'autodistruzione della base, costringendo L'Uomo a ritirarsi fuggendo in elicottero, abbandonando il Signor Feather per aver fallito. Feather cerca comunque di salvarsi aggrappandosi all'elicottero quando prende il volo, e Fratello in incognito gli lancia i suoi pettini afro nelle natiche. Urlando dal dolore, Feather molla la presa e precipita in mare, dove viene ingoiato da un enorme squalo.
Fratello in incognito si salva dall'esplosione del quartier generale dell'Uomo buttandosi giù dall'edificio e usando i suoi pantaloni a zampa di elefante come paracadute. Nel finale, Fratello in incognito e Sorellina si scambiano un bacio per poi andarsene dall'isola con gli altri, mentre la F.R.A.T.E.L.L.A.N.Z.A. distribuisce alle persone nere l'antidoto contro la droga dell'Uomo.

## Curiosità
Il personaggio interpretato da Billy Dee Williams è basato su Colin Powell.